# Lorenz-Günther Köstner
Lorenz-Günther Köstner (* 30. Januar 1952 in Wallenfels) ist ein ehemaliger deutscher Fußballspieler und -trainer.

## Karriere als Spieler
Köstner absolvierte als Mittelfeldspieler 91 Erstligaspiele und 86 Zweitligaspiele für Borussia Mönchengladbach, Bayer 05 Uerdingen und Arminia Bielefeld. Mit Mönchengladbach gewann er 1975 die deutsche Meisterschaft und den UEFA-Pokal. Im Oktober 1975 erzielte er für Bayer 05 Uerdingen das Tor des Monats.

## Karriere als Trainer
Seine Trainerkarriere begann beim FC Bayern Hof in der Saison 1981/82.
Er arbeitete in der Saison 1986/87 und 1987/88 beim SSV Reutlingen 05, bevor er Trainer bei Profivereinen wurde. So trainierte vom 1. Juli bis 26. August 1989 sehr kurz den SC Freiburg, einen Monat später KSV Hessen Kassel (13. September 1989 bis Saisonende). Von 1. Juli 1990 bis 30. Juni 1993 arbeitete er als Co-Trainer unter Christoph Daum beim VfB Stuttgart, mit dem er 1992 Deutscher Meister wurde. Danach trainierte er die Stuttgarter Kickers.
Bei der SpVgg Unterhaching war er ab der Saison 1994/95 mit einer Unterbrechung (1. FC Köln vom 1. Oktober 1997 bis 30. Juni 1998) insgesamt sechs Jahre lang Trainer. Köstner hatte den Münchner Vorstadtclub 1999 in die Bundesliga geführt und erreichte in der folgenden Saison den zehnten Tabellenplatz. Er wurde, nachdem Unterhaching aus der 1. Bundesliga wieder abgestiegen war, am 13. September 2001 entlassen.
Ab dem 1. Oktober 2002 trainierte er den damaligen Zweitligisten Karlsruher SC. Trotz eines bis zum Sommer 2006 gültigen Vertrags wurde er dort am 20. Dezember 2004 beurlaubt. Im Sommer 2005 scheiterte eine Verpflichtung durch den damaligen Regionalligisten VfR Aalen trotz Einigung mit dem Verein, da der Karlsruher SC Köstner die Freigabe verweigerte. Am 24. Dezember 2005 wurde er Nachfolger von Hansi Flick als Trainer der TSG 1899 Hoffenheim in der Regionalliga. Nach einer wenig erfolgreichen Saison trat er im Frühjahr 2006 zurück. Sein Nachfolger wurde Ralf Rangnick.
Am 17. November 2006 wurde Köstner neuer Cheftrainer beim Zweitligisten Rot-Weiss Essen. Einen Tag nach einer 0:3-Niederlage beim Revierrivalen MSV Duisburg beschloss der Verein am 21. Mai 2007, Köstners Vertrag nach dem direkten Wiederabstieg Essens nicht zu verlängern.
Zur Rückrunde der Saison 2008/09 wurde Köstner Nachfolger von Bernd Hollerbach als Trainer der zweiten Mannschaft des VfL Wolfsburg. Sein Vertrag lief bis Ende der Saison 2009/10. Am 25. Januar 2010 übernahm Köstner nach der Freistellung von Armin Veh bis zum Saisonende die Aufgaben des Cheftrainers der ersten Mannschaft des VfL Wolfsburg. Mit Beginn der Saison 2010/11 nahm Köstner seine Tätigkeit als Trainer der zweiten Mannschaft des VfL Wolfsburg wieder auf.
Im Oktober 2012 wurde Köstner erneut Trainer der ersten Mannschaft des VfL Wolfsburg, nachdem Felix Magath von seinen Aufgaben freigestellt worden war. Der VfL stand zu diesem Zeitpunkt mit fünf Punkten auf dem letzten Tabellenplatz in der Bundesliga. Köstner übernahm ab Januar 2013 wieder die U-23-Mannschaft des Vereins, nachdem Dieter Hecking als neuer Cheftrainer verpflichtet worden war.
Nachdem Köstner nach dem 1. Juli 2013 zunächst keine Trainerfunktion mehr ausgeübt hatte, verpflichtete ihn Fortuna Düsseldorf im Dezember desselben Jahres als Nachfolger von Mike Büskens und Interimscoach Oliver Reck mit einer Vertragslaufzeit bis zum 30. Juni 2015. Da Köstner von April 2014 an krankgeschrieben war, einigten sich Köstner und der Verein auf eine vorzeitige Vertragsauflösung nach 72 Krankentagen. Seit Ende August 2014 ist Köstner wieder gesund. Entgegen seiner damaligen Absicht arbeitete er seither nicht mehr als Trainer.

## Erfolge
als Spieler
- UEFA-Pokal-Sieger 1975 mit Borussia Mönchengladbach
- Deutscher Meister 1975 mit Borussia Mönchengladbach

als Co-Trainer
- Deutscher Meister 1992 mit dem VfB Stuttgart

als Trainer
- Aufstieg in die Fußball-Bundesliga 1999 mit SpVgg Unterhaching
- DFB-Hallenpokal-Sieger 2001 mit SpVgg Unterhaching